# سند راشد (جزيرة مينو)
سند راشد (بالفارسية: سندراشد) هي منطقة سكنية تقع في إيران في قسم جزيرة مينو الريفي. يقدر عدد سكانها بـ 172 نسمة بحسب إحصاء 2016.